# Órgano neurohemático

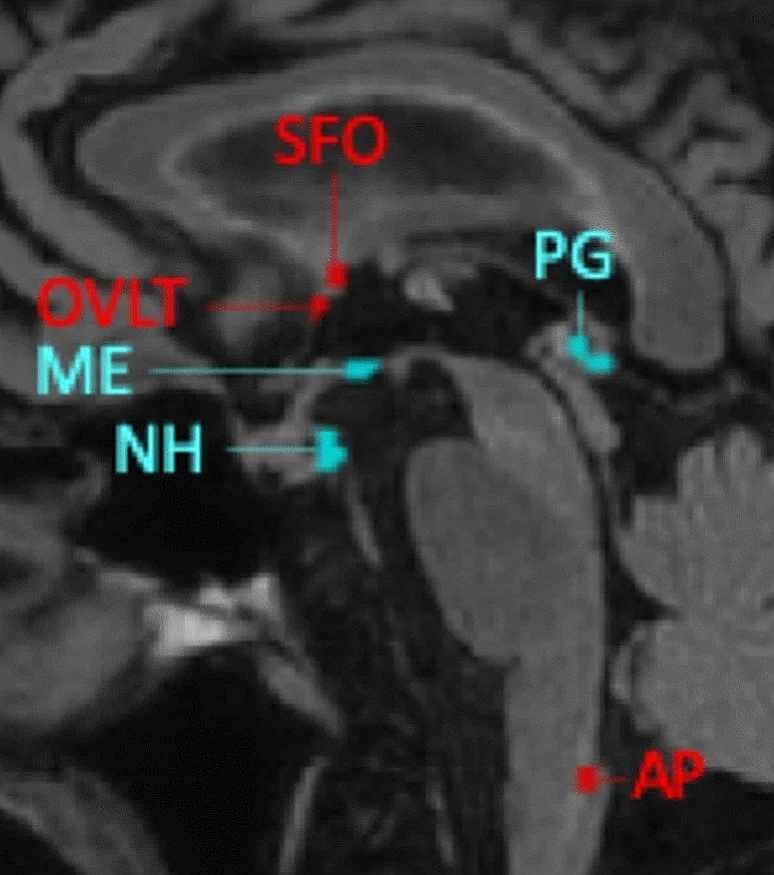
Ubicación de los NHO/CVO en el cerebro humano.Imagen sagital de RMN. En rojo los CVO sensoriales; en azul los secretores.
- NH: neurohipófisis
- AP: área postrema.
- ME:Eminencia media.
- PG:Glándula pineal
- SFO:Órgano subfornical.
- OVLT:Órgano vasculoso de la lamina terminalis.

Los órganos circunventriculares (CVO por sus siglas en inglés) u   órganos neurohemáticos son estructuras pequeñas de ciertas áreas de las paredes de los ventrículos cerebrales, formados por neuronas que monitorean moléculas en sangre a través de capilares fenestrados y desencadenan respuestas neuro-hormonales para mantener la homeostasis. 

Los órganos neurohemáticos perciben estímulos químicos en forma de concentraciones, 
monitorean los cambios en la composición osmótica, iónica y hormonal.

## Estructura
Los órganos neurohemáticos circunventriculares (CVO por sus siglas en inglés), son de tamaño pequeño; están compuestos por capilares fenestrados, espacios perivasculares relativamente grandes y  células ependimarias especializadas.

Algunos órganos neurohemáticos (NHO) son áreas especializadas, en las cuales las neuronas que las integran, secretan neuropéptidos que entran en la circulación. Otros órganos NH contienen neuronas receptoras de sustancias, y funcionan como zonas  quimiorreceptoras que pueden desencadenar cambios en la función cerebral.

### Capilares fenestrados

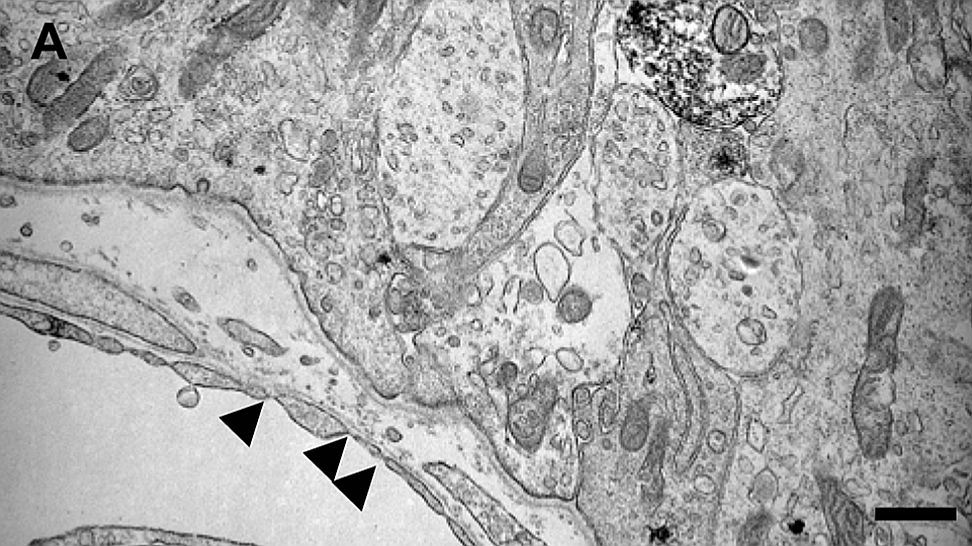
Capilar fenestrado (puntas de flecha). Eminencia Media: NHO/CVO secretor.

Los NHO presentan capilares fenestrados con poros en su endotelio, de 30-80 nanómetros (nm) de diámetro. Estas fenestraciones se encuentran cubiertas por prolongaciones de las células perivasculares pericitos/tanicitos en los órganos NH sensoriales.

### Espacio perivascular
Los espacios perivasculares son relativamente grandes, se disponen entre las membranas basales; la externa, la más cercana al parénquima y la interna en estrecho contacto con el endotelio. El espacio contiene pericitos, fibroblastoss y microglías.

### Tanicitos

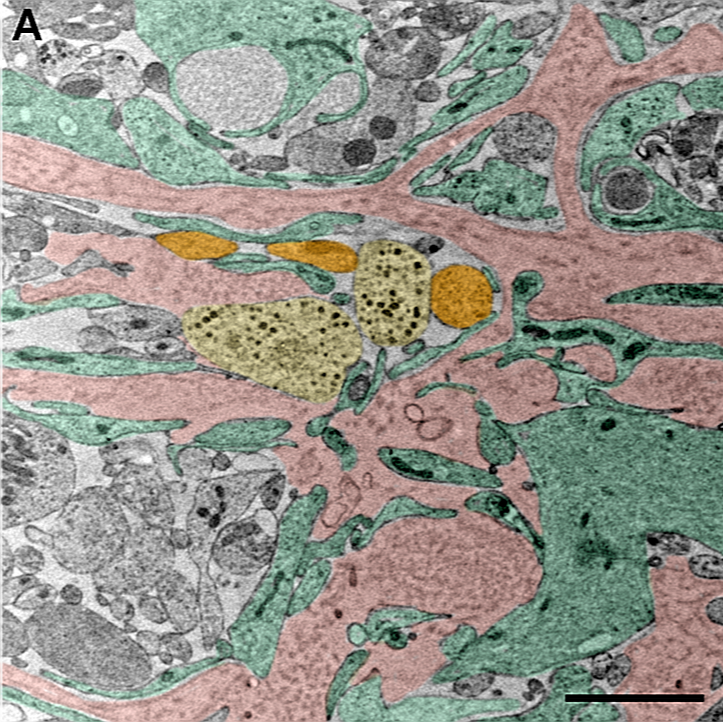
Espacio perivascular (en rosa). Tanicitos en verde. Neuronas en amarillo. Órgano neurohemático secretor (NHOsc/CVO-sc).

Los órganos NHO contienen tanicitos células ependimarias que poseen procesos apicales y distales. Los procesos apicales se extienden hacia el ventrículo cerebral, en tanto los distales contactan con los capilares fenestrados. Así controlan la composición del líquido cefalorraquídeo (LCR) y controlan el intercambio de sustancias entre el plasma sanguíneo y el LCR.

Los tanicitos envían extensiones largas al parénquima para contactar con las neuronas.

Los tanicitos forman uniones adherentes y estrechas, tanto entre los tanicitos, como entre los tanicitos y los axones neurosecretores en los órganos NH secretores (NHO-sc).

## Tipos de CVO

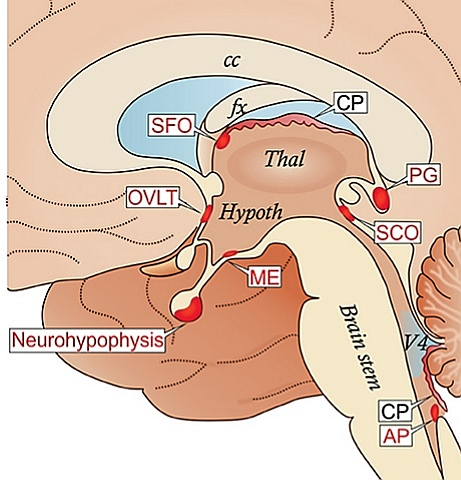
Esquema de ubicación de los NHO-CVO en el humano.

En 2021 se listaban como órganos neurohemáticos circunventriculares (NHO/CVO) a los siguientes: órgano vascular de la lámina terminal (OVLT), órgano subfornical (SFO), neurohipófisis (NHip), eminencia media (ME), órgano subcomisural (SCO), glándula pineal (PG), área postrema (AP). A estos se suma el Plexo coroideo (CP) que presenta caracteres similares.
Los HMO/CVO se pueden dividir según su función en: CVO sensoriales y CVO secretores.
Se han identificado tres CVO sensoriales y cuatro CVO secretores.

### CVO sensoriales

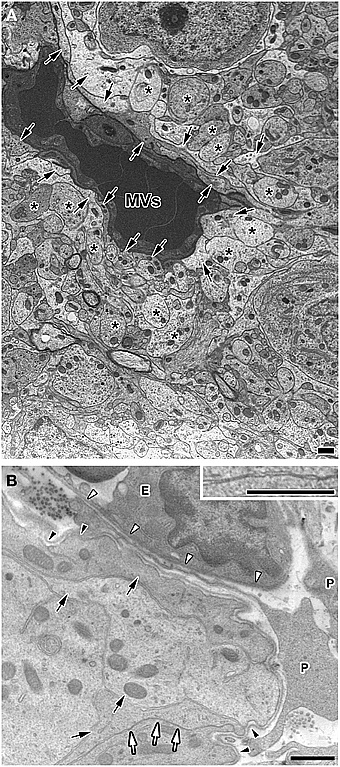
Capilares fenestrados cubiertos por prolongaciones de células madre NSC similares a astrocitos/tanicitos y dendritas, además de un amplio espacio perivascular. OVLT un órgano CVOsn.

Los órganos neurohemáticos circunventriculares sensoriales (HMO-sn/CVO-sn) incluyen el órgano subfornical (SFO), el órgano vascular de la lámina terminal (OVLT) y el área postrema (AP).
La microscopía electrónica ha demostrado que los CVO-Sn, presentan poros en el endotelio de 30 a 80 nanómetros (nm) de diámetro. Estas fenestraciones se encuentran cubiertas por prolongaciones de las células perivasculares similares a pericitos/tanicitos.
Las neuronas presentes dentro de los órganos CVO, responden a las concentraciones de determinadas moléculas presentes en la sangre, porque estas zonas del tercer ventrículo y cuarto ventrículo no presentan la barrera hematoencefálica  (BHE) habitual. 
Los CVO detectan los niveles plasmáticos de  sodio (Na+) y la presión osmótica. Se ha demostrado que las neuronas responden a aumentos en los niveles de angiotensina II y Na+ en el plasma y el líquido cefalorraquídeo (LCR). Los CVO también detectan hormonas circulantes como la colecistoquinina, la amilina y la grelina.
Cada uno de los CVO-Sn establece redes neuronales con el hipotálamo de forma directa o indirecta. La señalización en los CVO sensoriales modula amplios parámetros del metabolismo a través del control hipotalámico.

### CVO secretores
Los órganos neurohemáticos circunventriculares secretores (NHO-sc/CVO-sc) son las denominadas regiones de  neurosecreción: 
- la Neurohipófisis,
- la Eminencia media,
- la Glándula pineal que liberan grandes cantidades de hormonas derivadas del cerebro (neurohormonas) a la circulación sanguínea y además se suma
- el Plexo coroidal.[5][13]

## Función
Las señales generadas por la acción de las hormonas circulantes sobre las neuronas de los NHO-sn/CVO-sn, se transmiten a varios sitios en la corteza cerebral para estimular o inhibir la sed o el hambre.
El órgano subfornical (SFO) y el órgano vascular de la lámina terminal (OVLT)  responden a la angiotensina II, la relaxina y la hipertonicidad circulante para impulsar las vías neurales relacionadas con la sed.

La amilina, la leptina y posiblemente el péptido similar al glucagón tipo 1 actúan en el área postrema (AP) para influir en las vías neurales que inhiben la ingesta de alimentos.

## Patología
Los órganos NHO/CVO desempeñan un papel en la inflamación, ya que pueden ser puntos de entrada para las células inflamatorias (linfocitos) y están involucrados en la secreción de  citocinas.
Debido a la ausencia de una BHE, los CVO y el plexo coroide,  pueden
infectarse con patógenos que circulan en el torrente sanguíneo, permitiendo la penetración en el cerebro.